# Debreceni Református Hittudományi Egyetem
A Debreceni Református Hittudományi Egyetem (röviden: DRHE) az ősi Református Kollégium teológiai és alkalmazott bölcsészeti képzésének folytatója, a hazai protestáns teológiai oktatás, lelkész-, illetve tanítóképzés (az egykori Kölcsey Ferenc Református Tanítóképző Főiskola 2011-es integrációja óta újra) egyik központja.

## Története

### Református Kollégium
A Debreceni Református Kollégium 1538-as alapítása után, a kezdetektől folyik teológiai oktatás az intézményben. 1567-ben már zsinati hivatkozás található a teológiai képzésre:
"Mivel az iskolák az egyház veteményes kertjei, … bennük a nyelvek ismerete, latin, görög nyelvtan, (ahol lehet, a héber is), dialektika, retorika, a teológia megismeréséhez szükséges szabad tudományok is taníttassanak. Azután a teológia, a Szentírás … adassék elő az ifjúságnak”.
A kollégium lelkészek generációit nevelte ki a magyar kálvinista gyülekezetek számára az elmúlt majd öt évszázad alatt.

### Református Hittudományi Kar
1912-ben, a Magyar Országgyűlés nevezett évi XXXVI. Törvénycikkében a Református Kollégiumra alapozva létrehozta a Debreceni Magyar Királyi Tudományegyetemet, mely a Kollégium épületében kapott helyet, s melynek három karja (teológia, jog, bölcsészet) egyikeként ott volt a Református Hittudományi Kar is. Az elkövetkező évtizedekben az egyetem több névváltoztatáson is átesett (Tisza István Tudományegyetem, Debreceni Tudományegyetem), a teológiai képzés azonban egészen a kommunista hatalomátvételig az egyetem Hittudományi Karán belül folyt.

### Teológiai Akadémia
Így tehát 1950. augusztus 31-én a teológiai képzés kivált a Debreceni Tudományegyetemből, s a Magyarországi Református Egyház független akadémiájaként működött tovább, Debreceni Református Teológiai Akadémia néven.

### Hittudományi Egyetem
A rendszerváltás után az Akadémia megkapta az egyetemi rangot, így 1996-tól már  Debreceni Református Hittudományi Egyetem néven működött. Az egyetem 1991-ben alapító tagja volt a Debreceni Universitas Egyesülésnek, jelenleg is társult intézménye a Debreceni Egyetemnek (ez részben akkreditációjának egyik feltétele is).
A DRHE jelenleg két intézettel, tucatnyi tanszékkel rendelkezik, s közel ezerkétszáz hallgatója van alap, mester és doktori képzésein.

#### Integráció
2010-ben a fenntartó Tiszántúli Református Egyházkerületben döntés, és az érintett intézmények között megállapodás született arról, hogy a Kölcsey Ferenc Református Tanítóképző Főiskola, az eredeti tervek szerint önálló karként integrálódik a Hittudományi Egyetembe.
Az integráció 2011 őszére létre is jött, így, bár az eredeti tervektől eltérően egyetlen karral, de négy intézettel létrejött az egységes debreceni református felsőoktatási intézmény, összesen mintegy 1200 hallgatóval.

## Főépület (Kálvin tér)

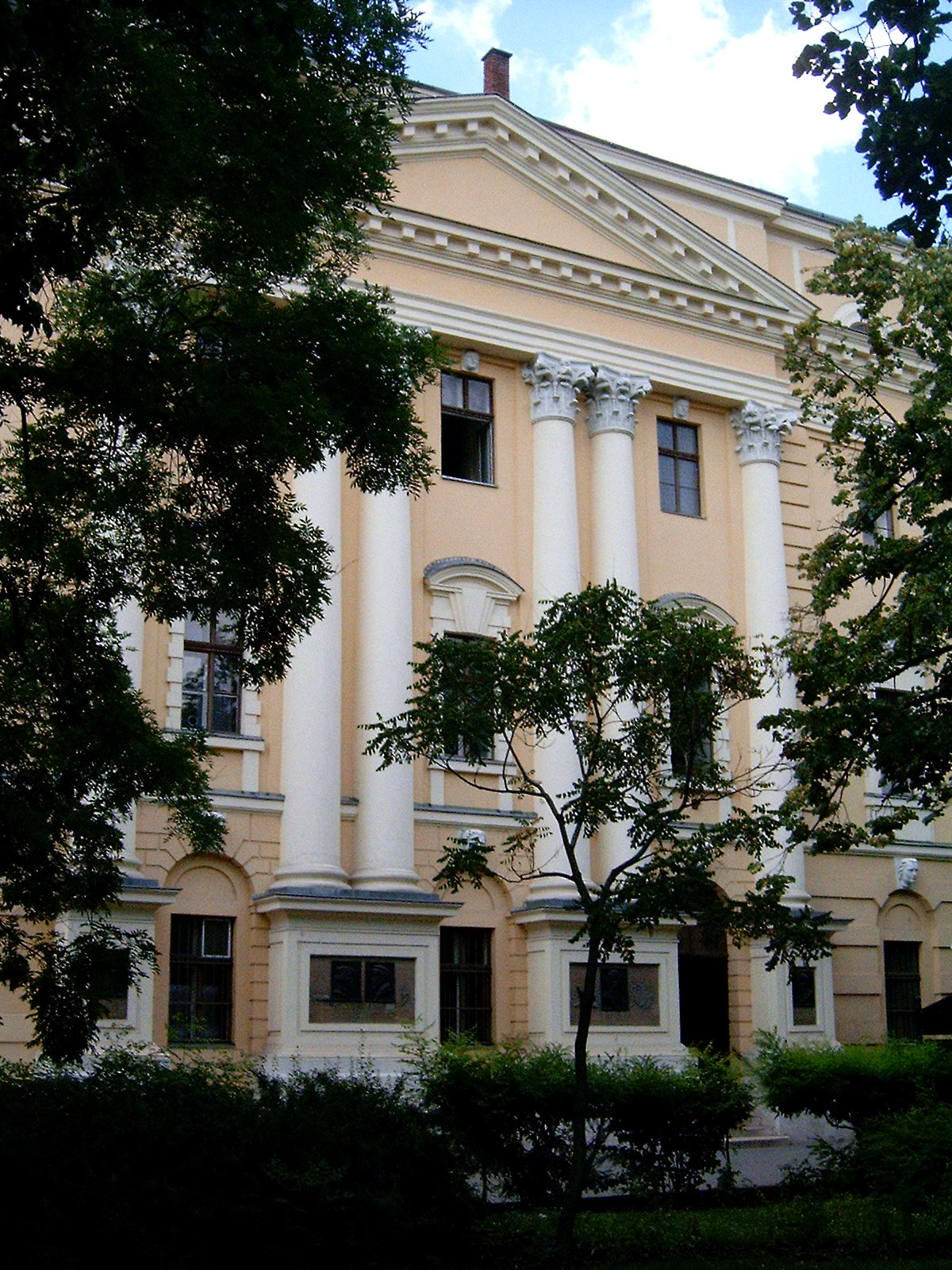
Főépület

Az egyetem Főépülete a 16. századi Debreceni Református Kollégium eredeti helyén épült. Ma ez az épületegyüttes magába foglalja a Hittudományi Egyetem mellett a Kollégium Nagykönyvtárát is. A Főépület Debrecen szívében, a Kossuth téri Református Nagytemplom mögött helyezkedik el.

## Intézetek és tanszékek
Teológiai Intézet: Ebben az intézetben folyik a hittudományi képzés. Az intézet felel a Református Teológus (osztatlan, MA), Teológus-lelkipásztor (osztatlan, MDiv), Katakéta-lelkipásztori munkatárs (BA), Református kántor (BA), Hitoktató-Vallástanár (MA), Vallás- és nevelőtanár (osztatlan, MA) és Pasztorális Tanácsadás, Szervezetfejlesztés (MA) és Teológia Minor képzések szervezéséért és adminisztrációjáért.
A Teológiai Intézet tanszékei:
- Ószövetségi Tanszék
- Újszövetségi Tanszék
- Bibliai Teológiai és Vallástörténeti Tanszék
- Dogmatika Tanszék
- Szociáletikai és Egyházszociológiai Tanszék
- Egyháztörténeti Tanszék
- Gyakorlati Teológiai Tanszék
- Missziói és Felekezettudományi Tanszék

Kölcsey Ferenc Tanítóképzési Intézet: Az intézet tartotta meg a 2011-es egyetemi integráció után az egykori főiskola nevét, ezzel megteremtve a folytonosságot az egykori intézmény, s mai utódja hagyományai között.
Az intézetben zajlik az egyetem társadalomtudományi ("nem-hitéleti") képzése, így az intézet felelős a Tanítói szak (BA), a Kommunikáció- és Médiatudomány (BA) és Informatikus Könyvtáros szak (BA), illetve a felsőfokú szakképzések szervezéséért és adminisztrációjáért.
Az intézethez tartozó tanszékek:
- Pedagógia és Pszichológia Tanszék
- Magyar Nyelvi és Irodalmi Tanszék
- Idegennyelvi Tanszék
- Művészeti Tanszék
- Természettudományi Tanszék
- Testnevelési Tanszék
- Kommunikáció- és Médiatudományi Tanszék
- Társadalomtudományi Tanszék
- Informatika Tanszék
- Könyvtár Tanszék

### Kutatóintézetek
- Ószövetségi Kutatóintézet
- Sepphoris Kutatóközpont
- Hatvani István Teológiai Kutatóközpont
- Szociáletikai Intézet
- Karl Barth Kutatóintézet
- Közép-európai Reformáció és Protestantizmus Történeti Kutatóintézet
- Liturgiai Kutatóintézet
- Katechetikai Központ
- Patmosz - Bibliai Tudományok Kutatóintézete
- Ethelbert Stauffer Teológiai Kutatóintézet

## Képzések

### Alapképzések
- kántor, 6 félév (BA)
- katekéta-lelkipásztori munkatárs [református hittanoktató], 6 félév (BA)
- tanító, 8 félév (BA)

### Osztatlan képzések
- osztatlan tanári 10 félév hittanár-nevelőtanár
- osztatlan tanári 10 félév hittanár-nevelőtanár; hon- és népismeret szakos tanár
- osztatlan tanári 10 félév hittanár-nevelőtanár; magyar nyelv és irodalom szakos tanár
- osztatlan tanári 10 félév hittanár-nevelőtanár; német nyelv és kultúra tanára
- osztatlan tanári 10 félév hittanár-nevelőtanár; történelemtanár
- teológia református teológia lelkész 12 félév (osztatlan, MDiv)
- teológia református teológia szak, 10 félév (osztatlan, MA)

### Mesterképzések
- tanári 2 félév hittanár-nevelőtanár
- tanári 4 félév hittanár-nevelőtanár

### Doktori képzés
A Debreceni Református Hittudományi Egyetem Doktori Iskolájában hittudományi területen lehet doktori (PhD) fokozatot szerezni.

### A Debreceni Református Kollégium híres diákjai
| EGYHÁZI ÍRÓK Szenci Molnár Albert, Medgyesi Pál, Debreceni Ember Pál, Szikszai György, Szőnyi Benjámin, Lengyel József, Szoboszlai Pap István, Török Pál, Könyves Tóth Mihály, Id. Révész Imre, Baltazár Dezső, Kiss Ferenc                                                                                        | TUDÓS ORVOSOK Weszprémi István, Szentgyörgyi József, Hőgyes Endre, Kenézy Gyula, Törő Imre, Kesztyűs Loránd                                                    |
| KOLLÉGIUMI PROFESSZOROK Szilágyi Tönkő Márton, Maróthi György, Hatvani István, Sinai Miklós, Sárvári Pál, Budai Ézsaiás, Kerekes Ferenc, Péczely József, Lugossy József, Kovács János, Balogh Ferenc, Révész Bálint, Imre Sándor, Géresi Kálmán                                                                    | A SZÍNHÁZMŰVÉSZET ÚTTÖRŐI Udvarhelyi Miklós, Latabár Endre, Újházi Ede                                                                                         |
| SZÉPÍRÓK Földi János, Kazinczy Ferenc, Pálóczi Horváth Ádám, Fazekas Mihály, Szentjóbi Szabó László, Csokonai Vitéz Mihály, Kölcsey Ferenc, Arany János, Kiss József, Ady Endre, Móricz Zsigmond, Szombati Szabó István, Oláh Gábor, Gulyás Pál, Szabó Lőrinc, Kiss Tamás, Szabó Magda, Sarkadi Imre, Sánta Ferenc | KÉPZŐMŰVÉSZEK Karacs Ferenc rézmetsző, Beregszászi Nagy Pál rajztanár, Medgyessy Ferenc szobrász, Bíró Lajos festő, Bényi Árpád festő, Hapák József fényképész |
| IRODALOM- ÉS NYELVTUDÓSOK Szilády Áron, Dézsi Lajos, Kardos Albert, Voinovich Géza, Julow Viktor, O. Nagy Gábor, Imre Samu | ZENEMŰVÉSZEK ÉS -TUDÓSOK Mácsai Sándor, Vass Lajos, Ujfalussy József                                                                                           |
| PEDAGÓGIAI ÍRÓK Tessedik Sámuel, Losontzi István, Szőnyi Pál, Karácsony Sándor | ÉPÍTÉSZEK Péchy Mihály, Schulek Frigyes, Csete György |
| TÖRTÉNET-, NÉPRAJZ-, ÉS JOGTUDÓSOK Szabó Károly, Szabó István, Balogh István, Balassa Iván, Kövy Sándor | KÖZÉLETI SZEMÉLYISÉGEK Domokos Lajos, Nyáry Pál, Lovassy László, Csengery Antal, Irinyi József, Tisza Kálmán, Tisza Lajos, Tisza István                        |
| TERMÉSZETTUDÓSOK Segner János András fizikus, Kiószegi Sámuel botanikus, Fényes Elek földrajztudós, Irinyi János feltaláló, Szele Tibor matematikus, Pávai Vajna Ferenc geológus, Bay Zoltán fizikus | SPORTOLÓK Barcza Gedeon sakk, Veres Győző súlyemelés, Balczó András öttusa                                                                                     |